# Marais à mangrove septentrional
Le marais à mangrove septentrional, en anglais North Mangrove Swamp, est un marais à mangrove situé sur l'île de Peleliu dans l'État du même nom aux Palaos.

## Division
Il est divisé en trois éléments :
- le marais à mangrove septentrional ouest ;
- le marais à mangrove septentrional centre[1] ;
- le marais à mangrove septentrional est[2].

## Sources